# Reiner Hammers
Josef Reiner Hammers (Kohlscheid, 28 juni 1915) was een Duitse voetbaltrainer en voormalig voetballer.

## Loopbaan
Hammers speelde als rechtshalf voor SV Rhenania Würselen dat uitkwam in de Oberliga West, destijds samen met de andere Oberliga's de hoogste voetbalklasse Duitsland. Na afloop van zijn spelersloopbaan was hij werkzaam als voetbaltrainer. Hij had in Nederland onder andere MVV (van 1956 tot 1958) en Roda Sport (van 1958 tot 1959) onder zijn hoede. In oktober 1959 keerde hij terug bij MVV, nadat Branko Vidović op non-actief was gesteld.